# Enda Portibi
Enda Portibi is een bestuurslaag in het regentschap Tapanuli Utara van de provincie Noord-Sumatra, Indonesië. Enda Portibi telt 738 inwoners (volkstelling 2010).